# Birgitta Ek
Karin Birgitta Ek, även känd som Birgitta von Hofsten, född 25 mars 1913 i Uppsala, död 27 januari 1976 i Stockholm, var en svensk förlagsredaktör och författare.

## Biografi
Birgitta Ek var dotter till professor Sverker Ek och författaren Karin Ek, ogift Lindblad, samt syster till skådespelaren Anders Ek och halvsyster till litteraturvetaren, professor Sverker R. Ek. Hon var 1936–1953 gift med Erland Hofsten och från 1957 med departementschefen Axel Skalts, som avled 1970.
Ek genomgick Stockholms Kindergartenseminarium och diplomerades från Socialinstitutet i Stockholm 1936. Hon var kurator på Långholmens centralfängelse 1936–1937, assistent på Konsums Hemtjänst 1938–1939, byråassistent på Fredrika-Bremer-Förbundet 1942–1943, sekreterare i ungdomsvårdskommittén 1943–1947, redaktör för tidningen Vi husmödrar 1949–1956, förlagsredaktör Rabén & Sjögren 1959–1962, och fackredaktör för Allt i Hemmet från 1962. Hon var medlem av styrelserna i Enskede samrealskola, Fredrika-Bremer-Förbundet och Engelbrekts barnavårds- och husmodersskola. Hon var medlem i Kommittén för ökad kvinnorepresentation.
Birgitta Ek är begravd på Skogskyrkogården i Stockholm.

## Filmmanus
- 1976 – Kvinna mitt på jorden
- 1976 – Mitt på jorden – mitt under solen

## Priser och utmärkelser
- 1973 – Tidningen Vi:s litteraturpris

### Fotnoter
1. ↑  ”Birgitta Ek”. Svensk Filmdatabas. http://sfi.se/sv/svensk-filmdatabas/Item/?type=PERSON&itemid=70895. Läst 2 maj 2013.
2. ↑  Rönnbäck, Josefin, '"Utan kvinnor inget folkstyre": en historisk exposé över kampen för ökad kvinnorepresentation i Sverige', Tidskrift för genusvetenskap., 2010:3, s. 61-89, 2010
3. ↑  SvenskaGravar